# Шансери (Ер и Лоар)
Шансери (фр. Champseru) насеље је и општина у централној Француској у региону Центар (регион), у департману Ер и Лоар која припада префектури Шартр.
По подацима из 2011. године у општини је живело 286 становника, а густина насељености је износила 19,08 становника/km². Општина се простире на површини од 14,99 km². Налази се на средњој надморској висини од 150 метара (максималној 157 m, а минималној 134 m).

## Демографија
| 1962. | 1968. | 1975. | 1982. | 1990. | 1999. | 2011. |
| ----- | ----- | ----- | ----- | ----- | ----- | ----- |
| 150   | 162   | 167   | 241   | 260   | 302   | 286   |

График промене броја становника у току последњих година